# Doxato
Doxato (in greco Δοξάτο?) è un comune della Grecia situato nella periferia della Macedonia orientale e Tracia (unità periferica di Drama) con 12.059 abitanti secondo i dati del censimento 2021.
A seguito dell'accorpamento dei comuni di Doxato e Kalampaki per via della riforma amministrativa detta piano Kallikratis, in vigore dal gennaio 2011, la superficie del comune è ora di 243 km² e la popolazione è passata da 11.113 a 16.883 abitanti.